# Svadba Krechinskogo
Svadba Krechinskogo é um filme de comédia russo de 1908 dirigido por Alexandre Drankov.

## Enredo
O filme é uma versão para as telas de uma série de cenas da comédia «Svadba Krechinskogo» de Aleksandr Sukhovo-Kobylin.

## Elenco
- Vladimir Davydov... Rasplyuyev
- Vasiliy Garlin... Fyodor (as V. Garlin)
- A. Novinskij... Krechinsky